# 80.000 Hours
A 80.000 Hours [Pt. 80 mil horas] é uma organização com base em Oxford, no Reino Unido, que realiza investigação sobre as carreiras com impacto social positivo e fornece conselhos sobre carreiras profissionais. Fornece este aconselhamento on-line, através de sessões de aconselhamento individual e através de uma comunidade de indivíduos com as mesmas ideias. A organização faz parte do Centre for Effective Altruism [Pt. Centro de Altruísmo Eficaz], filiado no Centro Uehiro para Ética Prática da Universidade de Oxford.  O nome da organização refere-se à quantidade de tempo que normalmente se passa a trabalhar ao longo da vida. Foi uma das entidades sem fins lucrativos financiadas pela aceleradora de startups, Y Combinator, em 2015.

## Princípios
Segundo a 80.000 Hours, algumas carreiras destinadas a fazer o bem, são muito mais eficazes do que outras. Na sua estrutura de avaliação de diferentes opções de carreira, o valor de uma carreira é considerado como dependendo tanto do seu potencial de impacto, como do grau em que dá ao indivíduo as melhores oportunidades para ter um impacto no futuro.
O grupo sublinha que o impacto positivo da escolha de uma determinada ocupação deve ser medido pela quantidade de bem adicional que é feito como um resultado dessa escolha, e não pela quantidade de bem feito directamente. Considera formas indirectas de fazer a diferença, tais como ganhar um alto salário numa carreira convencional e doar uma parte dele, assim como formas directas, como a investigação científica. O filósofo moral Peter Singer menciona o exemplo do sector bancário e financeiro como carreiras potencialmente de alto impacto através dessas doações, na sua palestra TED, "O porquê e o como do altruísmo eficaz", em que discute o trabalho da 80.000 Hours.

## Membros
Os membros da 80.000 Hours devem "usar [as suas] carreira[s], pelo menos em parte, de uma forma eficaz para tornar o mundo um lugar melhor." O único requisito formal é que reportem as suas actividades altruístas uma vez por ano. William MacAskill é o fundador e presidente da 80.000 Hours, o Co-fundador e Vice-Presidente da Giving What We Can, e um Investigador Associado no Centro Uehiro de Ética Prática da Universidade de Oxford.

## Crítica
A 80.000 Hours promoveu a ideia de que seguir uma carreira de salário elevado e doar uma parte significativa desse rendimento a instituições de caridade custo-eficazes, pode fazer uma enorme quantidade de bem. John Humphrys criticou essa ideia no programa Today da BBC, dizendo que o tipo de pessoa que está interessado em fazer muito dinheiro, tende a ser egoísta, e que os jovens idealistas se tornarão cínicos à medida que envelhecem.
Essa ideia também foi criticada na Oxford Left Review,  onde Pete Mills escreveu que carreiras lucrativas perpetuam um sistema injusto. Além disso, parece-lhe que, porque a probabilidade de realizar uma mudança social é difícil de quantificar, a 80.000 Hours é tendenciosa relativamente aos métodos quantificáveis de fazer o bem.
David Brooks, do The New York Times , criticou a organização pela sua abordagem consequencialista ao altruísmo e argumentou que cultivar o altruísmo não é puramente uma questão de maximizar o nosso impacto social positivo.
O movimento do altruísmo eficaz, do qual a 80.000 Hours é uma parte, tem sido criticado pelos fundadores da Charity Navigator, que negam haver causas que sejam melhores beneficiárias dos nossos esforços do que outras.